# Osowo (powiat złotowski)
Osowo – wieś krajeńska w Polsce położona w województwie wielkopolskim, w powiecie złotowskim, w gminie Lipka.
| SIMC    | Nazwa     | Rodzaj    |
| ------- | --------- | --------- |
| 0527150 | Stołuńsko | część wsi |

W latach 1975–1998 miejscowość należała administracyjnie do województwa pilskiego.